# Toihir Ahamada
Pour les articles homonymes, voir Ahamada.
Toihir Ahamada  est un joueur français de volley-ball né le 15 juin 1989. Il mesure 1,83 m et joue réceptionneur-attaquant.

## Clubs
| Club          | Pays   | De        | À         |
| ------------- | ------ | --------- | --------- |
| Club Alès CVB | France | 2008-2009 | 2008-2009 |